# Station Bierawa
Station Bierawa is een spoorwegstation in de Poolse plaats Bierawa.